# Phare de Melilla
Le Phare de Melilla (ou phare de Bonete) est un phare situé dans Melilla, une ville autonome espagnole (Plazas de soberanía) située sur la côte nord-ouest de l'Afrique, en face de la péninsule Ibérique, appartenant à la région géographique du Rif oriental et formant une enclave dans le territoire marocain. Administrée en tant que partie de la province de Malaga jusqu'au 14 mars 1995, elle détient depuis le statut d'une ville autonome, assez proche de celui d'une communauté autonome espagnole. Melilla est revendiquée par le Royaume du Maroc.
Il est géré par l'autorité portuaire de Melilla.

## Histoire
Le premier feu de signalisation maritime avait été établi par l'armée, dès 1884, par l'ajout d'une lanterne sur une tour existant.
Le phare actuel de Melilla, inauguré en 1918, est une tour cylindrique en pierre, avec galerie et lanterne, s'élevant du front de la maison des gardiens de 2 étages. Le phare et l'habitation sont en pierre rougeâtre non peinte, la lanterne est argentée métallique. Il a été électrifié en 1983.
Le phare fait partie du bastion historique de Melilla et il est perché sur un mur en pierre de fortification du côté nord du port. Le site est fermé et le phare n'est pas accessible.
Identifiant : ARLHS : CEU011 ; ES-72900 - Amirauté : E6758 - NGA : 22736 .
|                               |
| Melilla (phare et forteresse) |

|                             |
| Phare sur la tour de Bonete |

### Liens connexes
- Liste des phares d'Espagne
- Phare du port de Melilla